# NBA Rookie of the Year Award
Der NBA Rookie of the Year Award ist eine Auszeichnung der National Basketball Association (NBA) für den besten Neuling (engl.: rookie), d. h. Spieler in ihrer ersten NBA-Saison.

## Geschichte

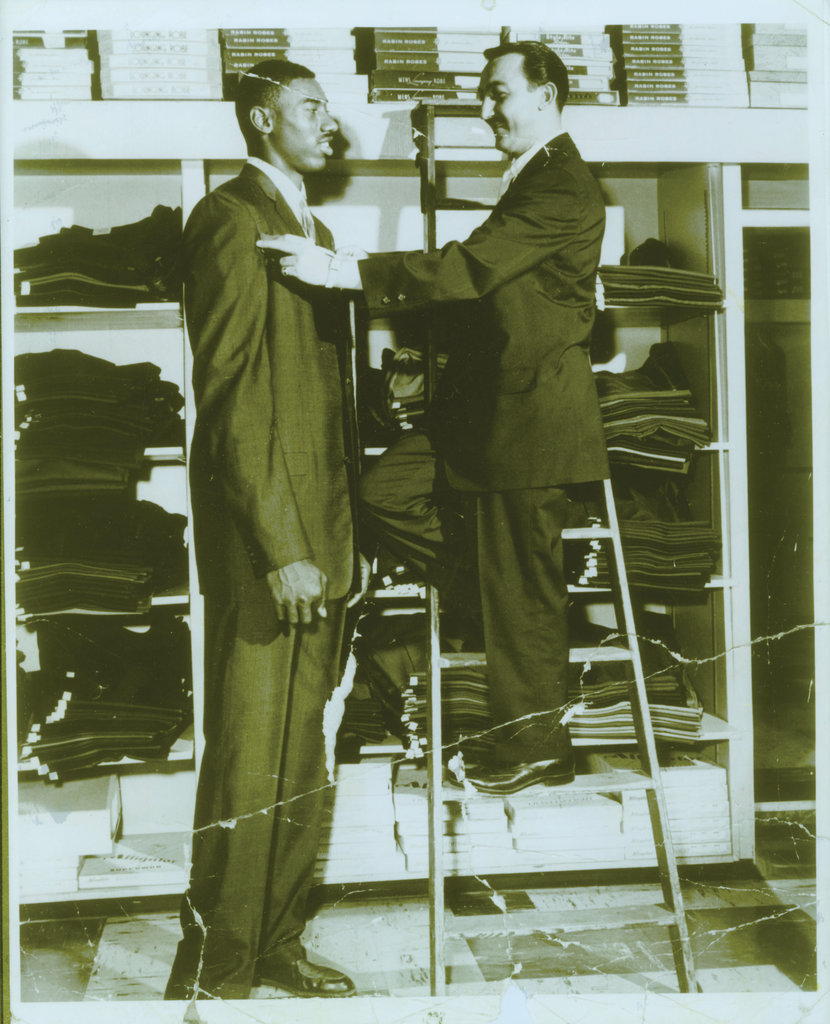
Wilt Chamberlain (links)

Der NBA Rookie of the Year Award wird seit der Saison 1952/53 vergeben. Die zugehörige Trophäe war bis zur Saison 2021/22 nach Eddie Gottlieb, einem Gründungsvater der NBA und langjährigem Besitzer der Philadelphia Warriors benannt. Nach einem Rebranding der meisten individuellen Preise in der Saison 2022/23 wird seitdem die Wilt Chamberlain-Trophäe verliehen. Wilt Chamberlain brach nahezu jeden NBA-Rekord und gewann in seiner ersten Saison sowohl den MVP- als auch den Rookie of the Year-Preis.
Den NBA Rookie of the Year wählen dieselben 100 Journalisten, die auch den NBA Most Valuable Player Award vergeben. Sie geben drei Stimmen ab mit fünf, drei und einem Punkt.

## Preisträger
Der älteste Gewinner des Rookie of the Year Awards war Ralph Sampson 1983/84 mit 23 Jahren und 9 Monaten. Jüngster Gewinner war LeBron James 2003/04 im Alter von 19 Jahren und 4 Monaten. Der erste europäische Spieler, der die Auszeichnung erhielt, war Pau Gasol 2001/02. In den Jahren 1971, 1995 und 2000 gab es jeweils zwei punktgleiche Preisträger.
Sämtliche Preisträger wurden im Folgejahr ihres Drafts ausgezeichnet, mit Ausnahme von Jerry Lucas, Larry Bird, Blake Griffin und Ben Simmons (Rookiesaison ein Jahr nach dem Draft) sowie David Robinson (Rookiesaison zwei Jahre nach dem Draft).
 – Mitglied der Naismith Memorial Basketball Hall of Fame als Spieler (*)

 – Aktiver Spieler der Saison 2024/25 (^)

| Saison  | Gewinner                | Nationalität                                 | Team                   |
| ------- | ----------------------- | -------------------------------------------- | ---------------------- |
| 1952/53 | Don Meineke             | Vereinigte Staaten                           | Fort Wayne Pistons     |
| 1953/54 | Ray Felix               | Vereinigte Staaten                           | Baltimore Bullets      |
| 1954/55 | Bob Pettit*             | Vereinigte Staaten                           | Milwaukee Hawks        |
| 1955/56 | Maurice Stokes*         | Vereinigte Staaten                           | Rochester Royals       |
| 1956/57 | Tom Heinsohn*           | Vereinigte Staaten                           | Boston Celtics         |
| 1957/58 | Woody Sauldsberry       | Vereinigte Staaten                           | Philadelphia Warriors  |
| 1958/59 | Elgin Baylor*           | Vereinigte Staaten                           | Minneapolis Lakers     |
| 1959/60 | Wilt Chamberlain*       | Vereinigte Staaten                           | Philadelphia Warriors  |
| 1960/61 | Oscar Robertson*        | Vereinigte Staaten                           | Cincinnati Royals      |
| 1961/62 | Walt Bellamy*           | Vereinigte Staaten                           | Chicago Packers        |
| 1962/63 | Terry Dischinger        | Vereinigte Staaten                           | Chicago Zephyrs        |
| 1963/64 | Jerry Lucas*            | Vereinigte Staaten                           | Cincinnati Royals      |
| 1964/65 | Willis Reed*            | Vereinigte Staaten                           | New York Knicks        |
| 1965/66 | Rick Barry*             | Vereinigte Staaten                           | San Francisco Warriors |
| 1966/67 | Dave Bing*              | Vereinigte Staaten                           | Detroit Pistons        |
| 1967/68 | Earl Monroe*            | Vereinigte Staaten                           | Baltimore Bullets      |
| 1968/69 | Wes Unseld*             | Vereinigte Staaten                           | Baltimore Bullets      |
| 1969/70 | Kareem Abdul-Jabbar*    | Vereinigte Staaten                           | Milwaukee Bucks        |
| 1970/71 | Dave Cowens*            | Vereinigte Staaten                           | Boston Celtics         |
| 1970/71 | Geoff Petrie            | Vereinigte Staaten                           | Portland Trail Blazers |
| 1971/72 | Sidney Wicks            | Vereinigte Staaten                           | Portland Trail Blazers |
| 1972/73 | Bob McAdoo*             | Vereinigte Staaten                           | Buffalo Braves         |
| 1973/74 | Ernie DiGregorio        | Vereinigte Staaten                           | Buffalo Braves         |
| 1974/75 | Jamaal Wilkes*          | Vereinigte Staaten                           | Golden State Warriors  |
| 1975/76 | Alvan Adams             | Vereinigte Staaten                           | Phoenix Suns           |
| 1976/77 | Adrian Dantley*         | Vereinigte Staaten                           | Buffalo Braves         |
| 1977/78 | Walter Davis*           | Vereinigte Staaten                           | Phoenix Suns           |
| 1978/79 | Phil Ford               | Vereinigte Staaten                           | Kansas City Kings      |
| 1979/80 | Larry Bird*             | Vereinigte Staaten                           | Boston Celtics         |
| 1980/81 | Darrell Griffith        | Vereinigte Staaten                           | Utah Jazz              |
| 1981/82 | Buck Williams           | Vereinigte Staaten                           | New Jersey Nets        |
| 1982/83 | Terry Cummings          | Vereinigte Staaten                           | San Diego Clippers     |
| 1983/84 | Ralph Sampson*          | Vereinigte Staaten                           | Houston Rockets        |
| 1984/85 | Michael Jordan*         | Vereinigte Staaten                           | Chicago Bulls          |
| 1985/86 | Patrick Ewing*          | Vereinigte Staaten                           | New York Knicks        |
| 1986/87 | Chuck Person            | Vereinigte Staaten                           | Indiana Pacers         |
| 1987/88 | Mark Jackson            | Vereinigte Staaten                           | New York Knicks        |
| 1988/89 | Mitch Richmond*         | Vereinigte Staaten                           | Golden State Warriors  |
| 1989/90 | David Robinson*         | Vereinigte Staaten                           | San Antonio Spurs      |
| 1990/91 | Derrick Coleman         | Vereinigte Staaten                           | New Jersey Nets        |
| 1991/92 | Larry Johnson           | Vereinigte Staaten                           | Charlotte Hornets      |
| 1992/93 | Shaquille O’Neal*       | Vereinigte Staaten                           | Orlando Magic          |
| 1993/94 | Chris Webber*           | Vereinigte Staaten                           | Golden State Warriors  |
| 1994/95 | Grant Hill*             | Vereinigte Staaten                           | Detroit Pistons        |
| 1994/95 | Jason Kidd*             | Vereinigte Staaten                           | Dallas Mavericks       |
| 1995/96 | Damon Stoudamire        | Vereinigte Staaten                           | Toronto Raptors        |
| 1996/97 | Allen Iverson*          | Vereinigte Staaten                           | Philadelphia 76ers     |
| 1997/98 | Tim Duncan*             | Vereinigte Staaten                           | San Antonio Spurs      |
| 1998/99 | Vince Carter*           | Vereinigte Staaten                           | Toronto Raptors        |
| 1999/00 | Elton Brand             | Vereinigte Staaten                           | Chicago Bulls          |
| 1999/00 | Steve Francis           | Vereinigte Staaten                           | Houston Rockets        |
| 2000/01 | Mike Miller             | Vereinigte Staaten                           | Orlando Magic          |
| 2001/02 | Pau Gasol*              | Spanien                                      | Memphis Grizzlies      |
| 2002/03 | Amar'e Stoudemire       | Vereinigte Staaten                           | Phoenix Suns           |
| 2003/04 | LeBron James^           | Vereinigte Staaten                           | Cleveland Cavaliers    |
| 2004/05 | Emeka Okafor            | Vereinigte Staaten                           | Charlotte Bobcats      |
| 2005/06 | Chris Paul^             | Vereinigte Staaten                           | New Orleans Hornets    |
| 2006/07 | Brandon Roy             | Vereinigte Staaten                           | Portland Trail Blazers |
| 2007/08 | Kevin Durant^           | Vereinigte Staaten                           | Seattle SuperSonics    |
| 2008/09 | Derrick Rose            | Vereinigte Staaten                           | Chicago Bulls          |
| 2009/10 | Tyreke Evans            | Vereinigte Staaten                           | Sacramento Kings       |
| 2010/11 | Blake Griffin           | Vereinigte Staaten                           | Los Angeles Clippers   |
| 2011/12 | Kyrie Irving^           | Australien / Vereinigte Staaten              | Cleveland Cavaliers    |
| 2012/13 | Damian Lillard^         | Vereinigte Staaten                           | Portland Trail Blazers |
| 2013/14 | Michael Carter-Williams | Vereinigte Staaten                           | Philadelphia 76ers     |
| 2014/15 | Andrew Wiggins^         | Kanada                                       | Minnesota Timberwolves |
| 2015/16 | Karl-Anthony Towns^     | Dominikanische Republik / Vereinigte Staaten | Minnesota Timberwolves |
| 2016/17 | Malcolm Brogdon^        | Vereinigte Staaten                           | Milwaukee Bucks        |
| 2017/18 | Ben Simmons^            | Australien                                   | Philadelphia 76ers     |
| 2018/19 | Luka Dončić^            | Slowenien                                    | Dallas Mavericks       |
| 2019/20 | Ja Morant^              | Vereinigte Staaten                           | Memphis Grizzlies      |
| 2020/21 | LaMelo Ball^            | Vereinigte Staaten                           | Charlotte Hornets      |
| 2021/22 | Scottie Barnes^         | Vereinigte Staaten                           | Toronto Raptors        |
| 2022/23 | Paolo Banchero^         | Italien / Vereinigte Staaten                 | Orlando Magic          |
| 2023/24 | Victor Wembanyama^      | Frankreich                                   | San Antonio Spurs      |
| 2024/25 | Stephon Castle^         | Vereinigte Staaten                           | San Antonio Spurs      |